# David W. Finney
David Wesley Finney (* 22. August 1839 in Annapolis, Parke County, Indiana; † 1. November 1916 in Emporia, Kansas) war ein US-amerikanischer Politiker. Zwischen 1881 und 1885 war er Vizegouverneur des Bundesstaates Kansas.

## Werdegang
David Finney wuchs auf einer Farm in seiner Heimat auf. Zwischen 1862 und 1865 nahm er als Soldat im Heer der Union am Bürgerkrieg teil. Zwischenzeitlich geriet er in Kriegsgefangenschaft, wobei er im berüchtigten Libby-Gefängnis inhaftiert wurde. Nach seiner Freilassung durch einen Gefangenenaustausch kehrte er in die Unionsarmee zurück, wo er am Georgia-Feldzug von General William T. Sherman teilnahm. Im Jahr 1866 kam er nach Neosho Falls in Kansas, wo er im Lebensmittel und Eisenwarenhandel arbeitete. Außerdem war er im Viehhandel tätig. Politisch wurde er Mitglied der Republikanischen Partei. Im Jahr 1867 war er für einige Zeit Friedensrichter in seiner neuen Heimat. Für einige Zeit gehörte er damals auch dem Repräsentantenhaus von Kansas an. Zwischen 1872 und 1880 saß er im Staatssenat. Dort war er Vorsitzender eines Ausschusses, der das Schulsystem von Kansas reformieren sollte.
1880 wurde Finney an der Seite von John St. John zum Vizegouverneur seines Staates gewählt. Dieses Amt bekleidete er nach einer Wiederwahl zwischen dem 10. Januar 1881 und dem 12. Januar 1885. Dabei war er Stellvertreter des Gouverneurs. Seit 1883 diente er unter dem neuen Gouverneur George Washington Glick. Er war auch Mitglied der Veteranenvereinigung Grand Army of the Republic und bekleidete dort den Rang eines Quartermaster. Seit 1869 war David Finney mit Helen H. McConnell verheiratet, mit der er zwei Kinder hatte. Er starb am 1. November 1916 in Emporia.
Nach ihm wurde das Finney County in Kansas benannt.